# Асконии
Аскониите (gens Asconia) са плебейска фамилия от Древен Рим.
Известни с това име:
- Квинт Асконий Педиан (9 пр.н.е.; † 76 г.), коментатор на класически текстове и граматик